# 47. Międzynarodowy Festiwal Filmowy w Wenecji

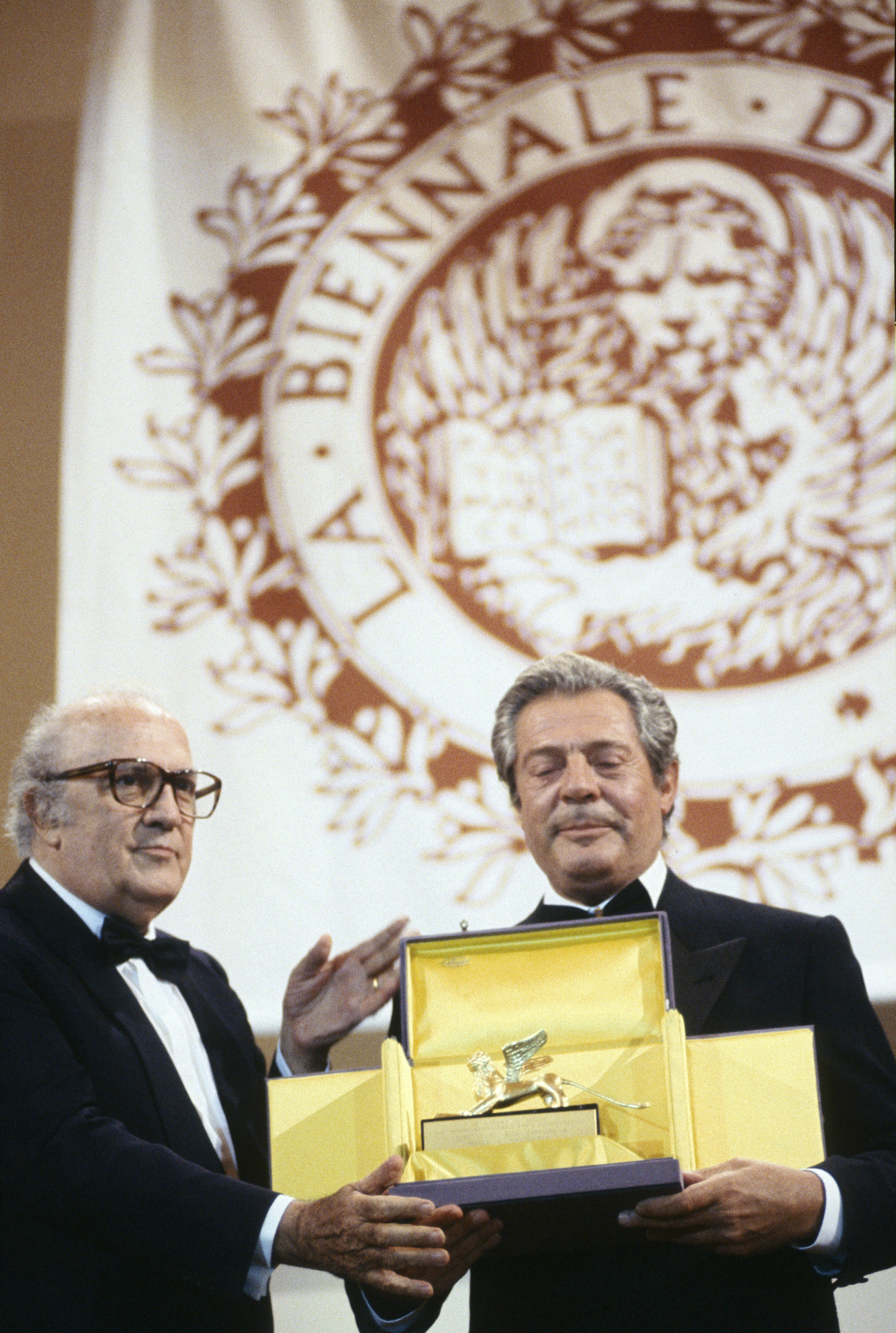
Marcello Mastroianni (po pr.) odbiera Honorowego Złotego Lwa z rąk Federico Felliniego

47. Międzynarodowy Festiwal Filmowy w Wenecji odbył się w dniach 4–14 września 1990 roku.
Jury pod przewodnictwem amerykańskiego pisarza Gore’a Vidala przyznało nagrodę główną festiwalu, Złotego Lwa, brytyjskiemu filmowi Rosenkrantz i Guildenstern nie żyją w reżyserii Toma Stopparda. Drugą nagrodę w konkursie głównym, Nagrodę Specjalną Jury, przyznano nowozelandzkiemu filmowi Anioł przy moim stole w reżyserii Jane Campion.
Honorowego Złotego Lwa za całokształt twórczości otrzymali węgierski reżyser Miklós Jancsó oraz włoski aktor Marcello Mastroianni.

## Członkowie jury

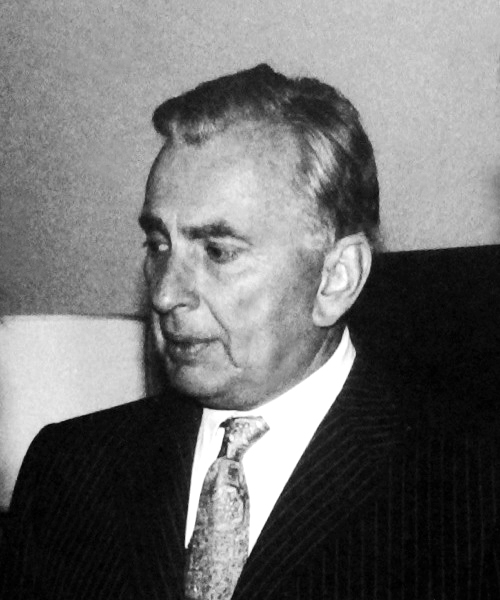
Przewodniczący jury konkursu głównego Gore Vidal

### Konkurs główny
- Gore Vidal, amerykański pisarz − przewodniczący jury[3]
- María Luisa Bemberg, argentyńska reżyserka
- Edoardo Bruno, włoski krytyk filmowy
- Gilles Jacob, francuski krytyk filmowy
- Alberto Lattuada, włoski reżyser
- Kira Muratowa, ukraińska reżyserka
- Omar Sharif, egipski aktor
- Ula Stöckl, niemiecka reżyserka
- Anna-Lena Wibom, szwedzka producentka filmowa